# Blätter für deutsche und internationale Politik
Blätter für deutsche und internationale Politik (en français Journal pour la politique allemande et internationale) est un journal allemand d'analyse politique.

## Histoire
Le journal est fondé en novembre 1956 dans l'environnement du Deutscher Klub 1954, de tendance neutre, par les journalistes Karl von Westphalen, Hermann Etzel, Paul Neuhöffer et Manfred Pahl-Rugenstein. Il est publié par la maison d'édition de Cologne Dörr au cours des deux premières années, jusqu'à sa faillite, puis par Pahl-Rugenstein Verlag. La citation du théologien Karl Barth, qui l'appelait « un îlot de raison dans un océan d’absurdités », date des premières années ; une citation à laquelle le magazine se réfère encore aujourd'hui.
De nombreux auteurs de l'école de Marbourg font des contributions. À la suite du mouvement étudiant ouest-allemand des années 1960, le magazine devient un média influent pour la gauche en Allemagne de l'Ouest. Le Bayernkurier le décrit comme « l'organe central de l'opposition extraparlementaire ».
Dans le cadre de l'action de la République démocratique allemande avec le bloc occidental, le journal devient un moyen de propagande de sa politique en République fédérale. L'équipe éditoriale est politiquement et financièrement dépendante du SED ; les rédacteurs principaux coordonnent également le contenu avec le SED. Jusqu'en 1989, le magazine est largement cofinancé par le SED par Pahl-Rugenstein Verlag. Au milieu des années 1980, le magazine compte plus de 15 000 abonnés. Lors de sa faillite fin 1989, le magazine, contrairement aux autres publications de l'éditeur, réussit à passer à l'autoédition avec près de 11 000 abonnés.
En 1988, une "Blätter-Gesellschaft" est fondée sous la forme juridique d'une société de droit civil (GbR) afin de rendre le magazine indépendant des éditeurs. En 1989, le Blätter est publié indépendamment par la maison d'édition Blatter, fondée à l'origine par l'équipe éditoriale. Aujourd'hui, le sponsor est la "Gesellschaft zur Förderung politisch-wissenschaftlicher Publizistik und demokratischer Initiativen e. V.", également brièvement appelée "Blätter-Gesellschaft" (anciennement : "Blätter-Förderverein").
En 2004, l'équipe éditoriale déménage de Bonn à Berlin.